# Listy Apostolskie
Listy Apostolskie stanowią część Nowego Testamentu. Autorami dwudziestu jeden Listów Nowego Testamentu byli apostołowie. Listy adresowane były do różnych społeczności (gmin chrześcijańskich) lub do określonych osób spośród chrześcijan. Tworzone były na potrzeby gmin zakładanych przez pierwszych chrześcijan.  Apostołowie formułują w nich liczne wskazówki i rady potrzebne w życiu oraz dotyczące zachowania, wzorców moralnych oraz obyczajowych.
Listy Apostolskie grupuje się według ich autorów. Wśród nich jest trzynaście Listów św. Pawła, a także osiem Listów powszechnych - List do Hebrajczyków (autorstwo nieustalone), List Jakuba, dwa Listy św. Piotra, trzy Listy Jana i List Judy Tadeusza).
Wśród trzynastu Listów św. Pawła (łac. Corpus Paulinum) można wyróżnić cztery Listy ewangeliczne (list do Rzymian, dwa listy do Koryntian oraz list do Galatów), cztery Listy więzienne (listy do: Efezjan, Filipian, Kolosan i do Filemona), trzy Listy pasterskie (dwa listy do Tymoteusza i list do Tytusa) oraz dwa Listy, w których szczególnie zajmuje się on kwestią powrotu Jezusa (pierwszy i drugi list do Tesaloniczan). Za listy "więzienne" św. Pawła uważa się te listy, które Apostoł prawdopodobnie napisał podczas pobytu w więzieniu. 
Część Listów - obejmująca Listy autorstwa Jakuba, Piotra, Jana i Judy oraz List do Hebrajczyków - określana jest jako Listy powszechne, ponieważ są one adresowane do bardziej ogólnego, mniej sprecyzowanego odbiorcy niż Listy św. Pawła.
Do Listów Apostolskich należą:
- Listy Pawła:
  - List do Rzymian (Rz)
  - 1 List do Koryntian (1 Kor)
  - 2 List do Koryntian (2 Kor)
  - List do Galatów (Ga)
  - List do Efezjan (Ef)
  - List do Filipian (Flp)
  - List do Kolosan (Kol)
  - 1 List do Tesaloniczan (1 Tes)
  - 2 List do Tesaloniczan (2 Tes)
  - 1 List do Tymoteusza (1 Tm)
  - 2 List do Tymoteusza (2 Tm)
  - List do Tytusa (Tt)
  - List do Filemona (Flm)
- Listy powszechne:
  - List do Hebrajczyków (Hbr) (autor nieustalony)[1]
  - List św. Jakuba (Jk)
  - 1 List św. Piotra (1 P)
  - 2 List św. Piotra (2 P)
  - 1 List św. Jana (1 J)
  - 2 List św. Jana (2 J)
  - 3 List św. Jana (3 J)
  - List św. Judy Tadeusza (Jud)